# Селище (Лешуконский район)
Селище — деревня в Лешуконском районе Архангельской области. Входит в состав Ценогорского сельского поселения (муниципальное образование «Ценогорское»).

## Географическое положение
Деревня расположена на правом берегу реки Мезень. Ближайший населённый пункт Ценогорского сельского поселения, деревня Колмогора, расположен в 3,7 км к западу. Расстояние до административного центра сельского поселения, села Ценогора, составляет 19 км, а до административного центра района, села Лешуконское, — 29 км.

## Население
| 2002 | 2010 | 2012 |
| ---- | ---- | ---- |
| 126  | ↘70  | ↘68  |

| Население                            | на 1 января 2010 года |
| ------------------------------------ | --------------------- |
| В возрасте до 16 лет                 | 10                    |
| Трудовые ресурсы (из них работающих) | 34 (20)               |
| Пенсионеры                           | 36                    |
| Всего                                | 80                    |
| Прибыло / выбыло (за год)            | 0 / 0                 |
| Родилось / умерло (за год)           | 0 / 3                 |

## Инфраструктура
Жилищный фонд села составляет 3,6 тыс. м², покинутые и пустующие дома — 40% от общей площади жилищного фонда. Предприятия, организации и объекты социальной сферы, расположенные на территории населённого пункта (со среднесписочной численностью работников) на 1 января 2010 года:
- дом культуры (2);
- фельдшерско-акушерский пункт (2);
- ПО «Ценогорское» (2);
- филиал ОАО «Архоблэнерго» (1) и др.

## Известные жители
Носителем и возродителем традиции изготовления Птицы счастья («Поморского голубка») был житель Селища, мастер Мартын Филиппович Фатьянов. В деревне открыт небольшой музей, посвящённый его творчеству.